# Università degli Studi di Palermo
L'Università degli Studi di Palermo (abbr. "UniPa") è un'università statale italiana fondata nel 1806. Nacque per volontà del re di Sicilia Ferdinando III di Borbone, il quale ne riconobbe il titolo di università nel 1805.

## Storia

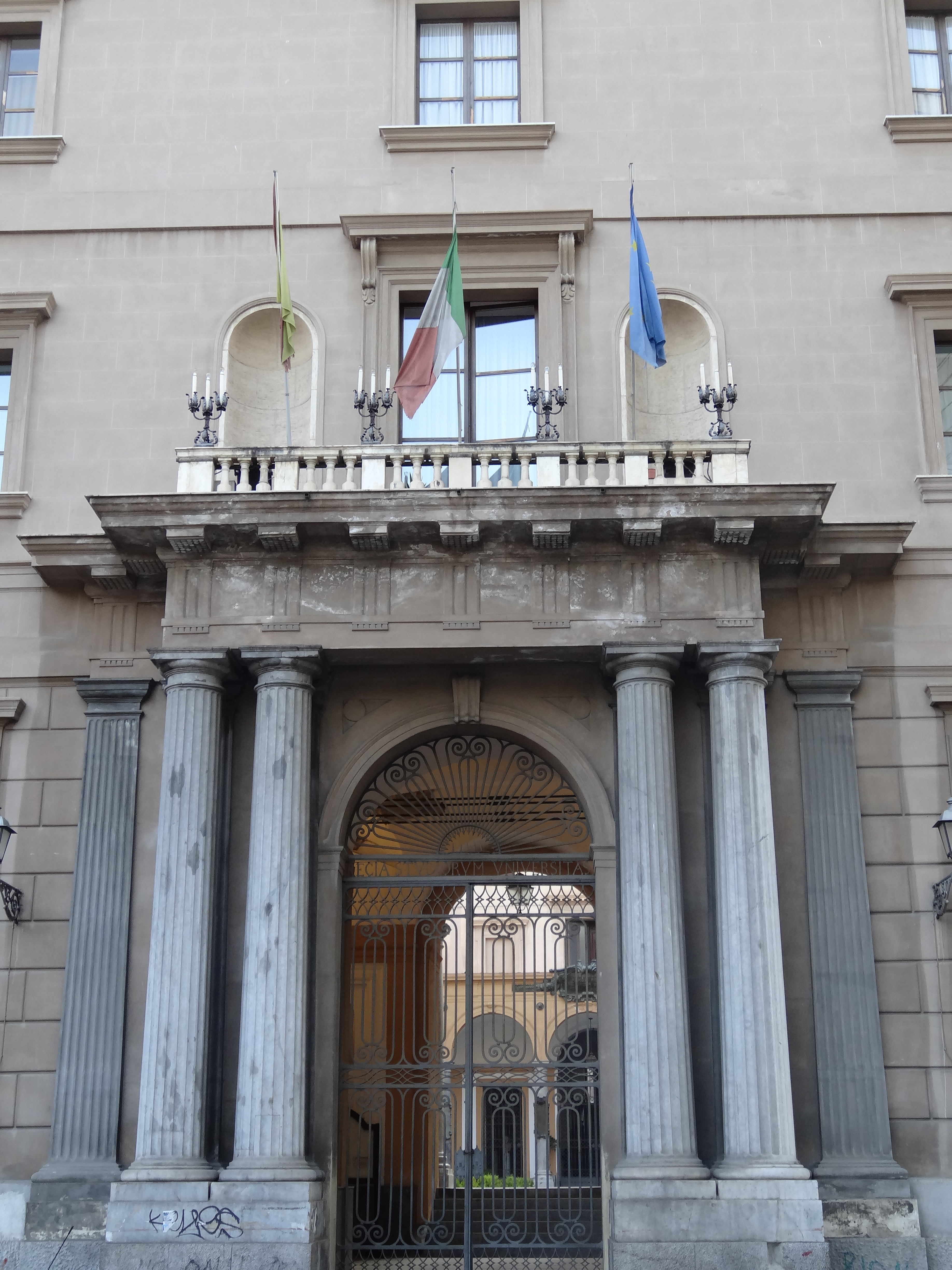
Lo storico ingresso dell'università, sede della facoltà di giurisprudenza in via Maqueda.

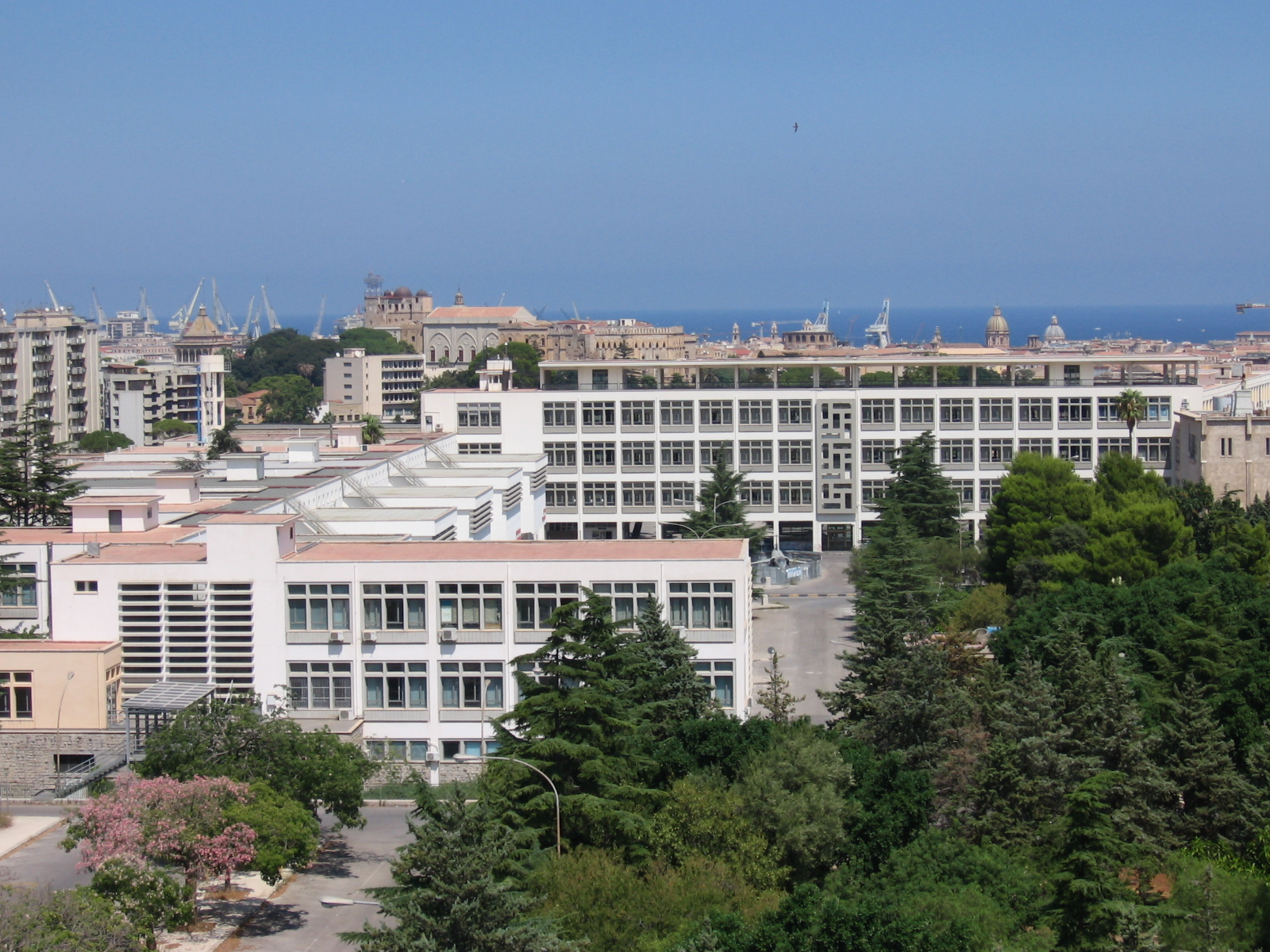
Dipartimento di Ingegneria, Edificio 8 presso il campus universitario di Viale delle Scienze.

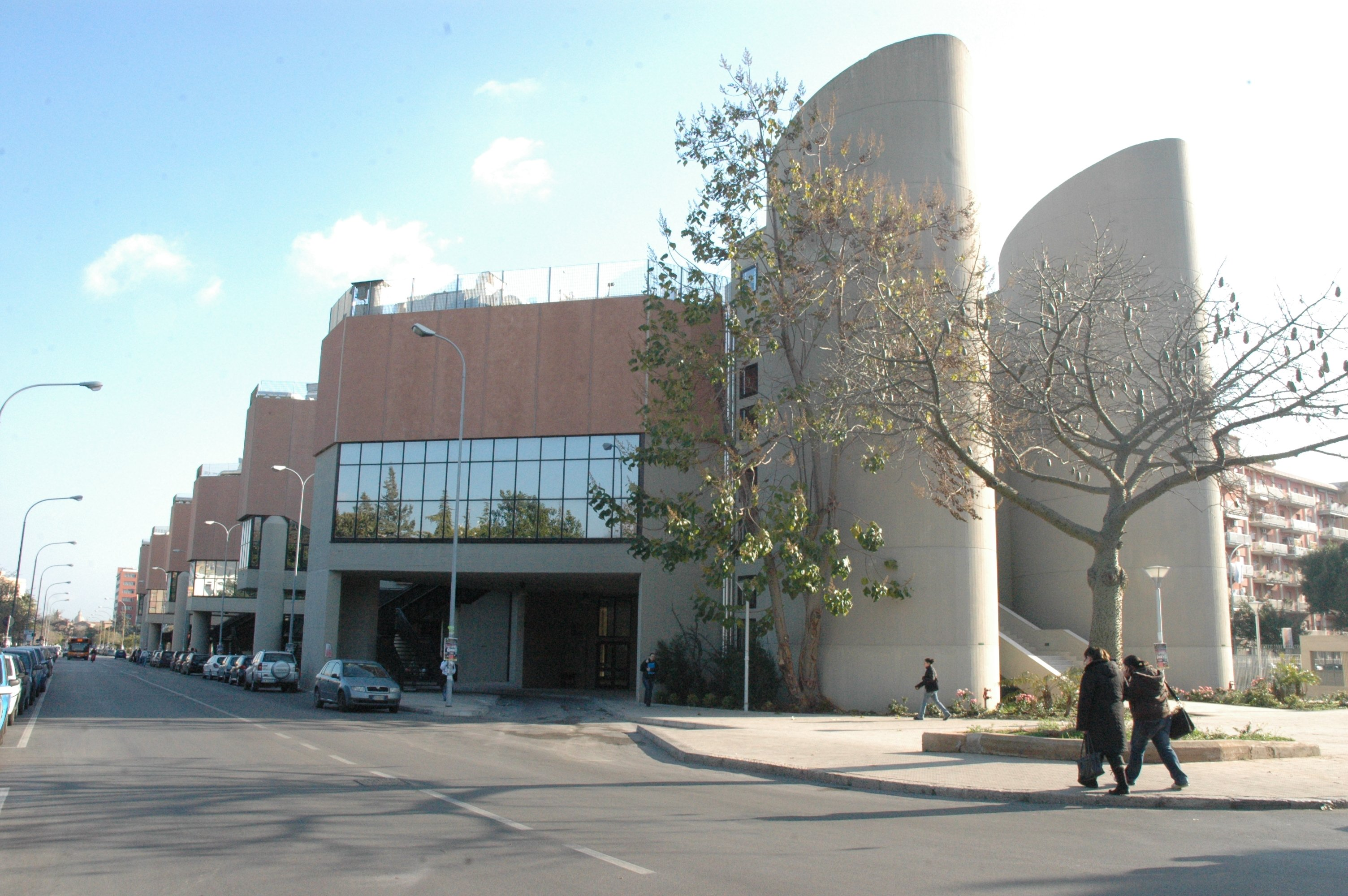
Edificio 19 del campus universitario in viale delle Scienze.

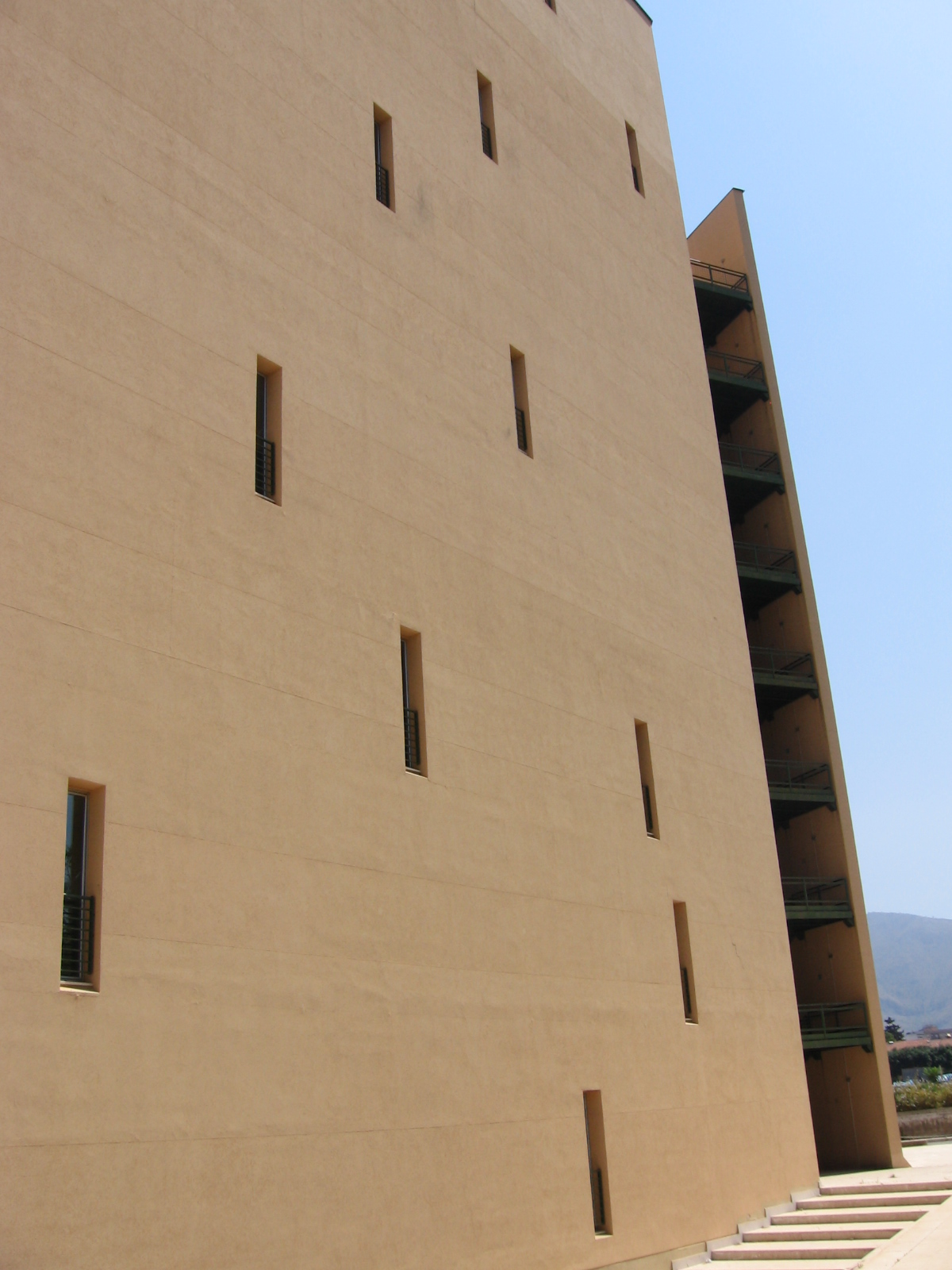
Facoltà di scienze della formazione.

### Le origini
La città di Palermo rimase a lungo priva di un'università. Sebbene nel Trecento l'amministrazione di Palermo avesse infatti richiesto al sovrano Federico III d'Aragona il permesso di creare un'università finalizzata allo studio di diritto e medicina, il re rifiutò. Nel corso del Quattrocento sorsero lo Studio francescano e lo Studio generale, i quali permettevano di conseguire la laurea soltanto in altre università.
Nel 1550, i due Studi furono sopraffatti dalla nascita del collegio massimo dei Gesuiti, che rilasciò lauree in filosofia e teologia e conquistò in breve tempo un ruolo egemone nell'istruzione cittadina. Il collegio gesuitico cessò la propria attività nel novembre 1767, con l'espulsione dei gesuiti dai Regni di Napoli e di Sicilia.
Il 5 novembre 1779 sorse a Palermo, negli stessi locali del precedente collegio massimo dei Gesuiti, la Regia accademia degli studi san Ferdinando, la quale rilasciava lauree unicamente in filosofia e teologia, pur essendo dotata di quattro facoltà (giurisprudenza, teologia, filosofia e medicina) e venti cattedre. Nel 1804, con il ritorno in Sicilia dei gesuiti, l'accademia dovette spostarsi presso l'ex convento dei Teatini in via Maqueda.
Nell'agosto del 1805 Ferdinando III di Borbone decise di riconoscere all'Accademia panormita degli studi il titolo di università, e i corsi cominciarono il 12 gennaio 1806. Il governo borbonico cercò di ampliare l'ateneo istituendo nuove cattedre, ma la scarsità di risorse inizialmente non permise l'impiego di docenti forestieri.

### Primi decenni
Nel decennio 1826-1835, l'ateneo raggiunse un massimo di 784 iscritti, mentre nel 1859 si superarono per la prima volta i mille iscritti, dei quali solo il 25% proveniva da Palermo, il restante proveniva da fuori i confini della provincia. Giurisprudenza divenne facoltà autonoma nel 1841. Nel 1848 l'università fu temporaneamente chiusa a causa della rivoluzione siciliana, mentre con l'arrivo di Garibaldi, nel 1860, fu soppressa la facoltà di teologia e contemporaneamente venne istituita la scuola per ingegneri ed architetti.

### Fine Ottocento
Dal 1876 fu concessa l'iscrizione alle donne anche se nei primi anni costituivano una percentuale bassissima (sedici iscritte) e tutte al corso di ostetricia. La presenza femminile divenne continua solo alla fine del secolo. Il numero di studenti che conseguirono la laurea era esiguo, inferiore ai duecento annui e si mantenne tale sino al 1909. Di rilievo nazionale a cavallo dei due secoli fu la scuola romanistica.

### Periodo fascista
Negli anni Trenta del Novecento l'ateneo palermitano, come gli altri atenei italiani, fu 'fascistizzato'. Nello stesso periodo furono istituite nuove facoltà che si affiancarono a quelle storiche di lettere e filosofia, giurisprudenza e medicina, che mantennero il loro ruolo egemone in quanto a numero di iscritti. Nel 1923, venne istituita la facoltà di ingegneria, mentre nel 1935 venne istituita la laurea di architettura come affiliazione di ingegneria. Nel 1937 venne istituita la facoltà di economia e commercio, nel 1939 come affiliazione di giurisprudenza venne creata la laurea in scienze politiche, nel 1941 venne istituita la facoltà di agraria.
Nel 1936, Emilio Segrè fondò e diresse il laboratorio di fisica sperimentale, cercando di trasformarlo in un moderno centro di ricerca. Un anno dopo, lo stesso Emilio Segrè assieme a Carlo Perrier scoprirono in questo laboratorio il tecnezio, individuandolo in un campione di molibdeno inviato loro da Ernest Lawrence.
Durante la seconda guerra mondiale le iscrizioni aumentarono in maniera esponenziale, soprattutto quelle delle donne con aumenti anche del 60% annui. Al termine della guerra si superarono i 10.000 iscritti, dei quali quasi il 30% erano donne.

### Il dopoguerra
Dagli anni cinquanta l'aumento degli iscritti divenne costante, diverse facoltà traslocarono dalla sede centrale e il rettorato fu trasferito allo Steri. Il boom di iscrizioni avvenne dopo il 1963. Il numero di iscritti passò infatti da 19 000 unità nel 1965 fino a superare la quota di 30 000 iscritti nel 1969. In questo periodo le nuove facoltà cominciarono ad avere molti iscritti e le facoltà di giurisprudenza e medicina persero il loro ruolo predominante. Per far fronte a questa crescita, l'università ampliò le proprie strutture acquistando quaranta ettari della tenuta del parco d'Orléans per costruirvi il nuovo campus universitario. I lavori di costruzione del nuovo campus ebbero inizio negli anni sessanta ed in esso si concentrarono la maggior parte delle facoltà dell'ateneo.

### Età contemporanea

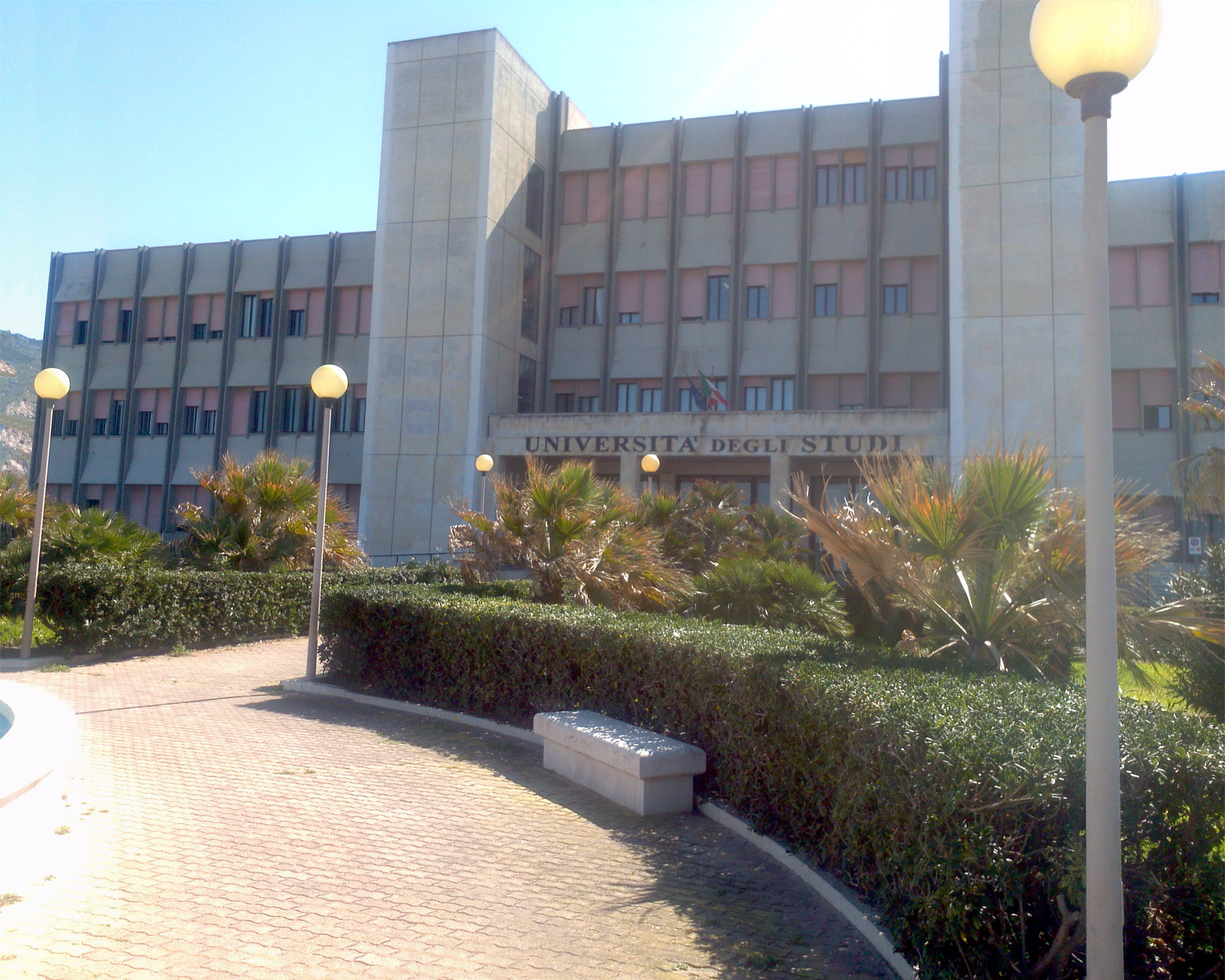
La sede universitaria trapanese dal 1974, prima del consorzio, poi del polo territoriale

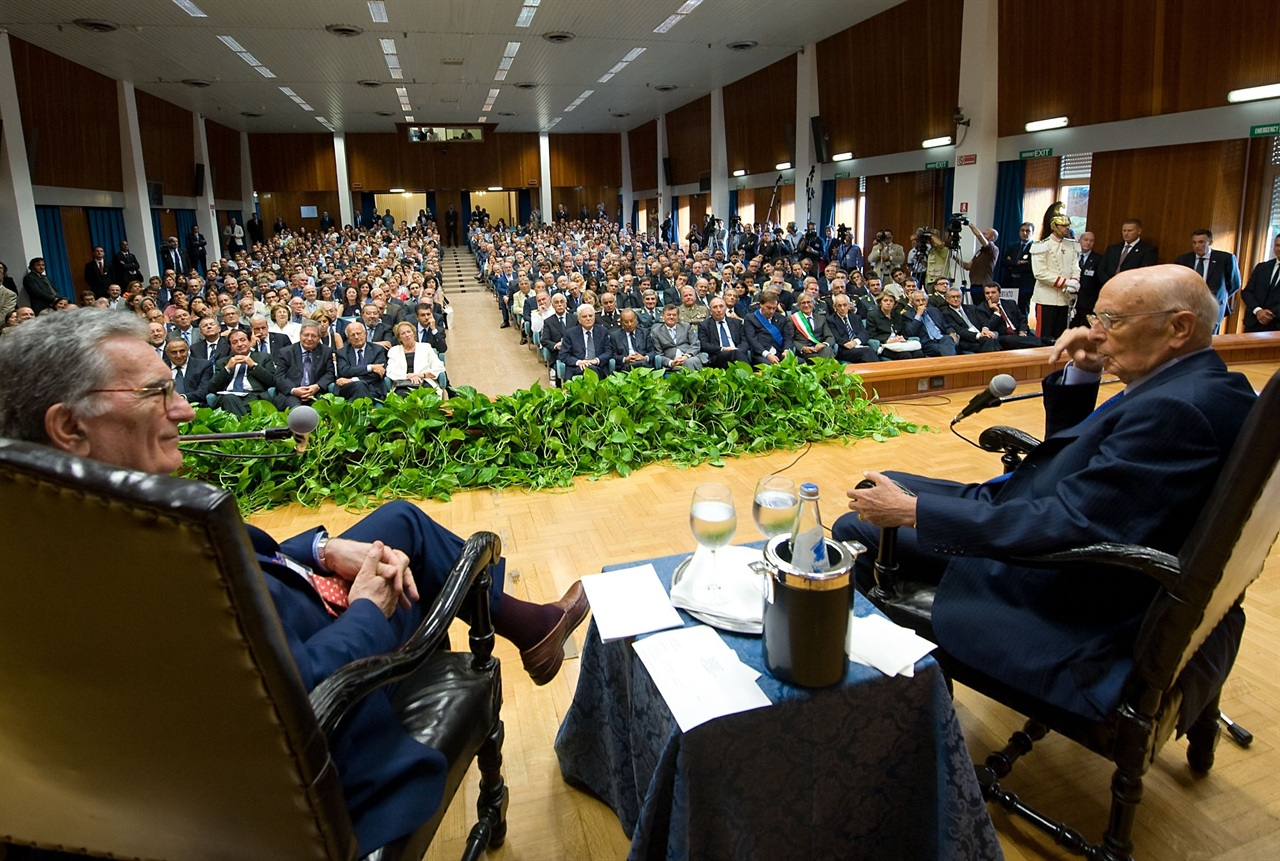
Il Presidente della Repubblica Giorgio Napolitano nel corso di un incontro con Gianfranco Pasquino, presso la facoltà di ingegneria dell'università degli studi di Palermo.

Nel 1989 iniziarono all'interno del campus i lavori di costruzione di un complesso poli-didattico da affiancare agli edifici già presenti e da destinare alle facoltà. I lavori furono sospesi nel 1994 e ripresero nel 2003. L'edificio fu inaugurato nel 2005 con una capienza di quattromila persone.
Nel 1992 vennero istituite le sedi distaccate dell'università a Caltanissetta, Cefalù, Enna, Marsala, e il polo didattico di Trapani, nato nel 1974 come consorzio universitario, con sede nel comune di Erice, nel 2007 divenuto polo territoriale universitario della provincia di Trapani, con sette corsi di laurea. Nel 1994 si aggiunse il polo di Agrigento, con le facoltà di giurisprudenza, lettere e architettura.
Oggi l'università di Palermo rappresenta uno degli atenei di riferimento per gli studenti residenti nella provincia di Palermo e nella Sicilia occidentale, nonché tra i più grandi a livello nazionale.
Le indagini sui cosiddetti "concorsi truccati" hanno coinvolto in varie occasioni diversi docenti dell'ateneo.

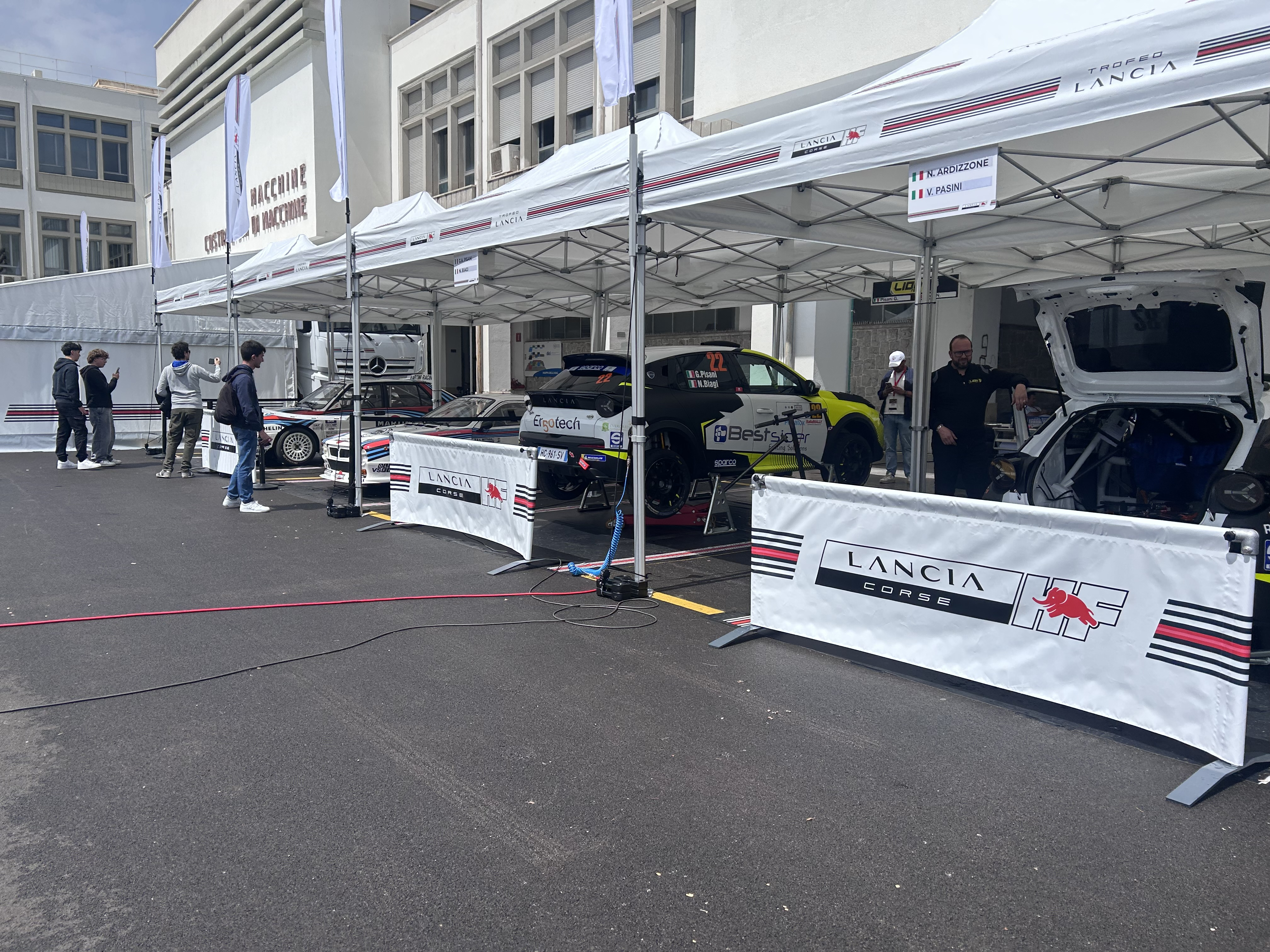
I paddock delle auto all'interno dello spiazzale.

Nel 2025, in occasione della 109ª edizione  della Targa Florio (48ª da quando è divenuta Rally Targa Florio), nel piazzale antistante e nei locali del Museo storico dei motori e dei meccanismi del Sistema museale all'interno del campus dell'Università, sono stati ospitati il quartier generale e i paddock delle scuderie partecipanti alla competizione.

## Struttura e sedi

### Dipartimenti e scuole
I corsi di studio dell'università di Palermo sono organizzati dai seguenti dipartimenti:
- Architettura
- Biomedicina, Neuroscienze e Diagnostica avanzata
- Culture e Società
- Discipline Chirurgiche, Oncologiche e Stomatologiche
- Fisica e Chimica
- Giurisprudenza
- Ingegneria
- Matematica e Informatica
- Promozione della Salute, Materno-Infantile, di Medicina Interna e Specialistica di Eccellenza
- Scienze Agrarie, Alimentari e Forestali
- Scienze della Terra e del Mare
- Scienze e Tecnologie Biologiche Chimiche e Farmaceutiche
- Scienze Economiche, Aziendali e Statistiche
- Scienze Politiche e delle relazioni internazionali
- Scienze Psicologiche, Pedagogiche, dell’Esercizio Fisico e della Formazione
- Scienze Umanistiche

Dal 31 dicembre 2019 l'unica scuola presente è quella di medicina e chirurgia. Altre scuole, come la Politecnica sono state sciolte in favore dei dipartimenti.

### Parco d'Orléans
La cittadella universitaria (o campus), il cui perimetro si estende lungo via Ernesto Basile, alla periferia sud della città, all'interno del parco d'Orleans, è attraversata per tutta la sua lunghezza da viale delle Scienze. Al suo interno hanno sede le facoltà di Agraria, architettura, economia, ingegneria, biologia, chimica, lettere e filosofia e scienze dell'educazione e della formazione. All'interno del campus è presente uno dei dormitori, una mensa, una banca, dei punti ristoro e di servizi, inoltre è presente il reattore nucleare di ricerca AGN-201 Costanza presso il dipartimento di ingegneria. Il campus comprende anche due aree verdi, offrendo spazi dedicati al relax e allo studio all'aperto.

### Via Archirafi

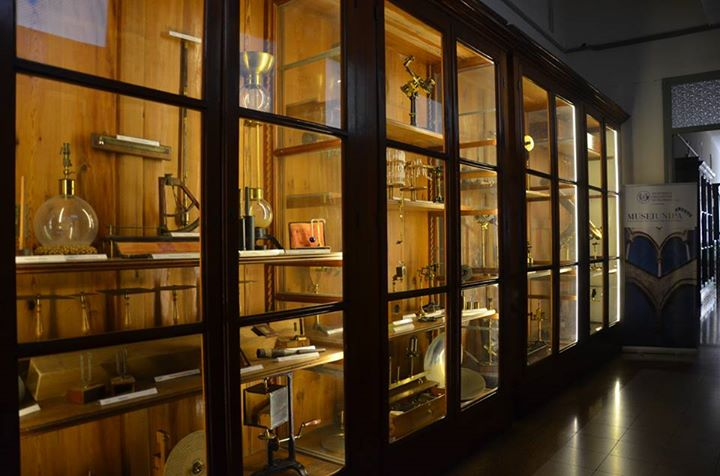
Collezione storica degli strumenti di fisica in via Archirafi

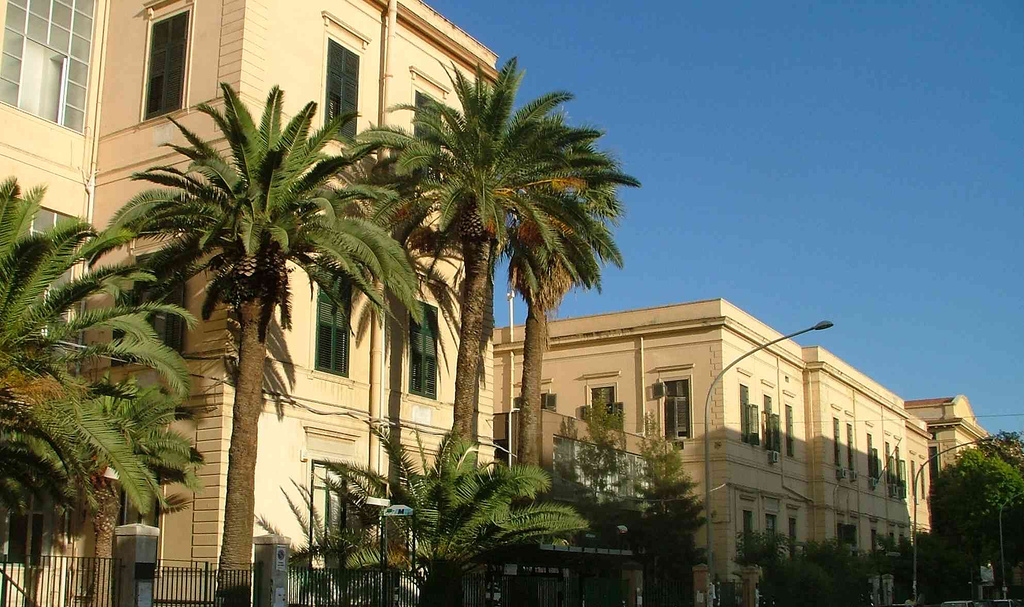
Facoltà di scienze

Presso il polo di via Archirafi ha sede la Scuola di scienze di base e applicate e i dipartimenti dell'area fisica, geologica, matematica-informatica, farmaceutica e naturalistica, nonché le strutture didattiche attivate dai relativi dipartimenti. Lungo la trasversale via Lincoln si accede all'orto botanico. L'intera struttura è composta da un susseguirsi di corpi bassi, uno per ogni dipartimento, dotati di piccole biblioteche ed aule lettura e in una delle traverse della via principale, si trova un laboratorio di informatica.

### Via Maqueda
Le facoltà di giurisprudenza e scienze politiche si trovano nella centrale via Maqueda presso due palazzi storici. In particolare la facoltà di giurisprudenza dispone dell'edificio casa dei Teatini, prima sede dell'università di Palermo.

### Collegio san Rocco
Il collegio san Rocco è la sede della facoltà di scienze politiche, situato all'interno di uno storico collegio cittadino a poca distanza dalla facoltà di giurisprudenza.

### Policlinico universitario
Il policlinico universitario "Paolo Giaccone" si trova nelle vicinanze del campus, l'area è adiacente all'ospedale Civico. Vi ha sede la facoltà di medicina e chirurgia, con aule sparse per i dipartimenti e i reparti ospedalieri e un edificio dedicato all'attività didattica denominato "aule nuove".

### Rettorato
Il rettorato ha sede presso palazzo Chiaramonte-Steri in piazza Marina. Si tratta di un palazzo del XIII secolo restaurato, all'interno dell'edificio è presente un'area congressi. Il rettorato comprende anche alcuni edifici adiacenti quali palazzo Abatelli e le carceri dei Penitenziati (ex carceri dell'Inquisizione).

### Alloggi

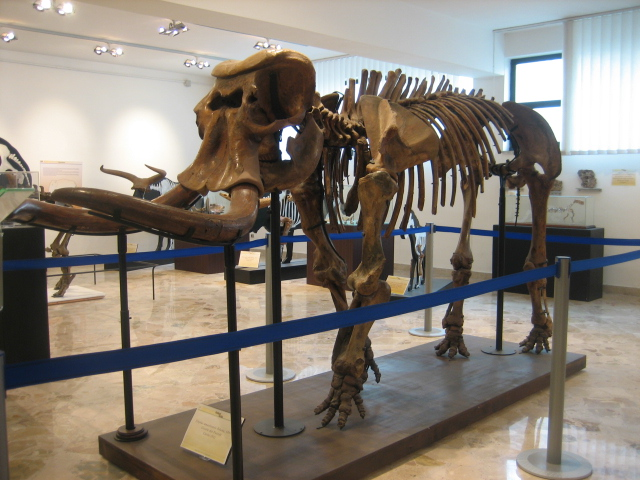
Museo di paleontologia e geologia Gaetano Giorgio Gemmellaro, Sala degli elefanti

Sono presenti in città i seguenti alloggi, affittati agli studenti:
- Biscottari, presso la facoltà di giurisprudenza
- Casa del Goliardo, presso la presidenza
- Hotel Patria
- San Saverio
- Santi Romano, il più grande, si trova all'interno del campus
- Santissima Annunziata, situata in piazza Casa Professa, nelle vicinanze della facoltà di giurisprudenza
- Schiavuzzo

### Biblioteche
Il sistema bibliotecario dell'ateneo è articolato in cinque poli bibliotecari: medicina, scienze di base e applicate, scienze umane, giuridico economico e sociale e politecnico, oltre a quelli delle sedi di Agrigento e Trapani.

### Musei

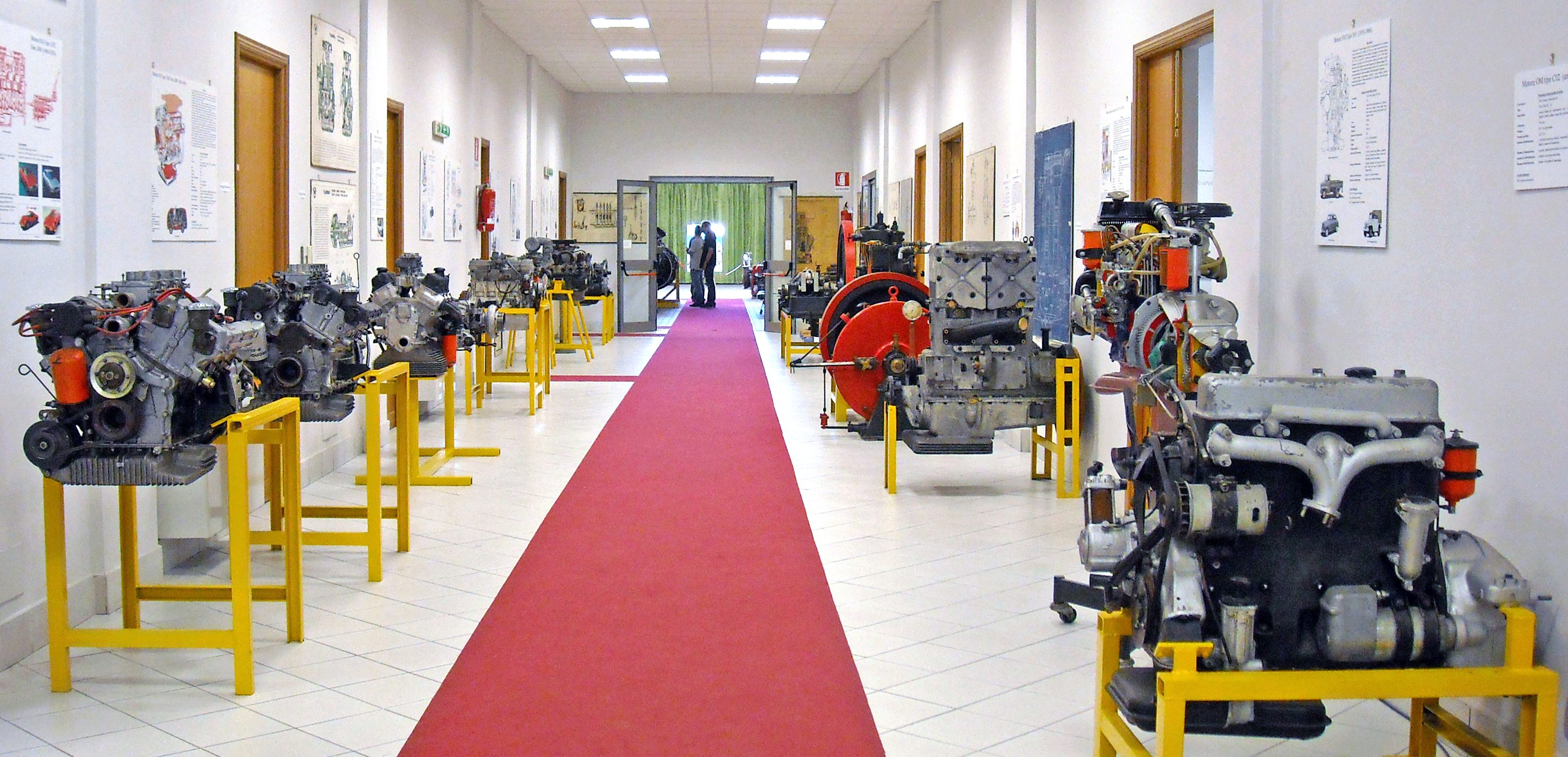
Motori automobilistici esposti in una sala del Museo storico dei motori e dei meccanismi.

Il sistema museale dell'Università di Palermo è composto dai seguenti musei:
- Museo storico dei motori e dei meccanismi
- Museo del palazzo Steri
- Museo di paleontologia e geologia "Gaetano Giorgio Gemmellaro"
- Museo della radiologia
- Museo della Specola
- Museo di zoologia "Pietro Doderlein"
- Orto botanico di Palermo

### Sport

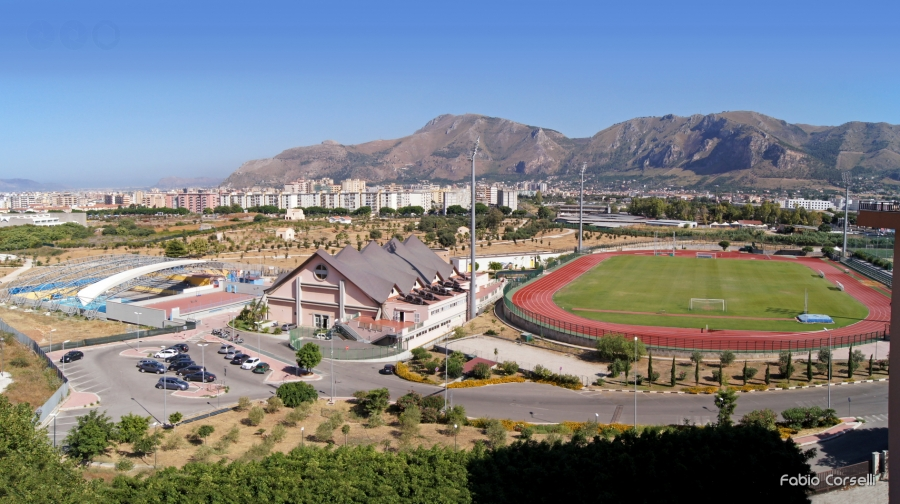
Strutture sportive del CUS Palermo

In un'area adiacente al campus sono presenti le seguenti infrastrutture sportive del CUS Palermo: un palazzetto dello sport coperto, uno stadio d'atletica con pista da 400 metri, una piscina olimpionica semicoperta, campi da tennis, campi da calcio a 5 e una palestra.

### Poli didattici
- Polo territoriale universitario di  Trapani (Lungomare Dante Alighieri 2 - Casa Santa Erice)

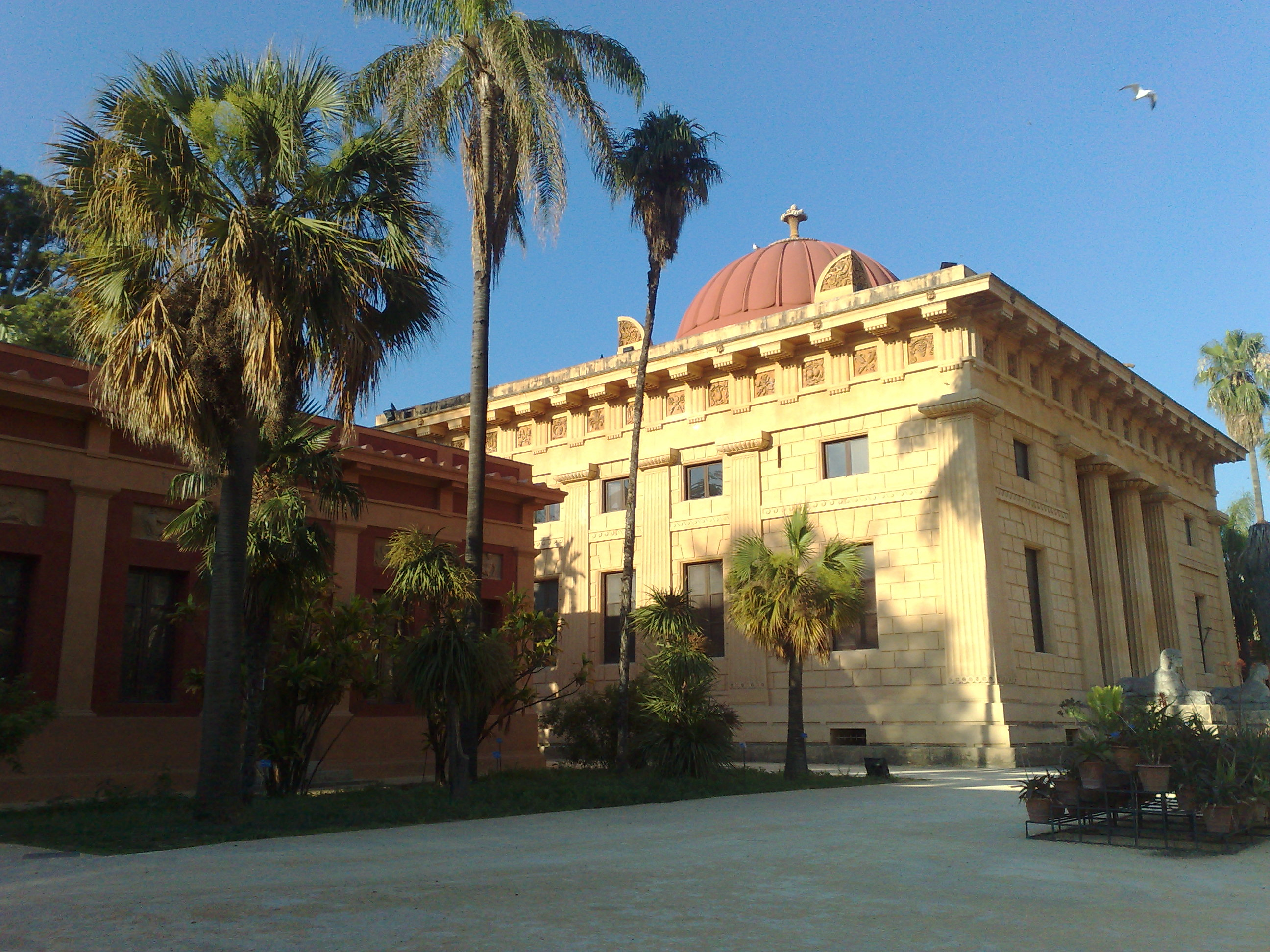
Orto botanico di Palermo

- Polo territoriale universitario di Agrigento (Via Ugo La Malfa 1)

## Pubblicazioni
L'ateneo pubblica la rivista Mediterranea – ricerche storiche.

## Casa editrice
A maggio 2017, è stata fondata la casa editrice Palermo University Press.

## Rettori
Dal momento della sua fondazione, avvenuta nel 1806, numerosi rettori si sono succeduti alla guida dell'ateneo. Il primo, quando ancora l'Università non era stata riconosciuta e si chiamava Regia accademia degli studi san Ferdinando, fu Gabriele Castelli. Col periodo del Regno delle Due Sicilie fu Raimondo Palermo il primo docente con incarichi di direzione dell'istituto, poi furono Filippo Casoria e Salvatore Cacopardo a reggere l'Università col nuovo governo del Regno d'Italia. Con Giovanni Baviera si registrò il passaggio alla Repubblica Italiana.
Rettore in carica dal 2021 è Massimo Midiri.